# Etiquetatge en català
L'etiquetatge en català dels productes comercials és un dret reconegut a Catalunya ja des de l'Estatut del consumidor de 1993. L'obligació estava avalada per una sentència del Tribunal Constitucional espanyol. Tanmateix, a Catalunya, aquest dret no passa a ésser una obligació per les empreses fins a l'aprovació del Codi de Consum del 2010 que estableix que a Catalunya l'etiquetatge dels productes ha de ser, com a mínim, en català. La normativa va preveure un període d'adaptació d'un any per a les petites i mitjanes empreses i de sis mesos per a les grans empreses. La normativa de la Unió Europea també dona suport a l'etiquetatge en les diverses llengües europees diferents de les oficials dels estats de la UE.
L'etiquetatge en català augmenta any rere any de manera sostinguda. El 2013 l'etiquetatge en català s'estenia en molts productes, especialment els alimentaris, tot i que encara era minoritari. La Plataforma per la Llengua valorava que el 2012 només un 6% dels productes de marques comercials venuts en grans superfícies etiquetaven en català d'acord als drets del consumidor inclosos a la llei. Així mateix, segons aquesta mateixa organització, també el 2012, només un 6% de les joguines distribuïdes a Catalunya ho feien de manera legal d'acord a les obligacions lingüístiques previstes. El 2014, a partir d'un segon informe de la Plataforma per la Llengua, l'etiquetatge de marques comercials (no de marca blanca) ja havia assolit el 10%.
El cas de la detenció i aplicació de la llei antiterrorista del nin de 14 anys Èric Bertran fou a causa d'una demanda d'etiquetatge en català.

## Associació de Defensa de l'Etiquetatge en Català
L'Associació de Defensa de l'Etiquetatge en Català (ADEC) és una associació que es va fundar l'any 1987 per recollir la tasca de la Comissió lingüística de la Crida a la Solidaritat, després que l'any 1984 el Ministeri d'Agricultura, Pesca i Alimentació espanyol sancionés econòmicament unes indústries que van etiquetar els seus productes en català. L'ADEC treballa per ajudar a normalitzar l'etiquetatge de productes en català. Cada any aquesta associació elabora un catàleg de la situació d'aquest etiquetatge. El seu àmbit d'actuació s'estén a tot el territori de parla catalana incloent-hi també l'Alguer. Entre altres actuacions organitza la mostra de Productes Etiquetats en català que anualment se celebra a la plaça de Catalunya de Barcelona. Disposa d'un estand a la fira d'alimentació Alimentària.